# Vormundschaft
Vormundschaft (von althochdeutsch munt ‚Schirm, Schutz, Gewalt‘) bezeichnet die gesetzlich geregelte rechtliche Fürsorge für eine unmündige Person (Mündel, veraltet Vogtkind), der die eigene Geschäftsfähigkeit fehlt, sowie für das Vermögen dieser Person. 

## Vormundschaft in der Antike
Bereits das antike römische Recht verankerte die Vormundschaft (tutela) in den XII Tafeln gesetzlich. Begleitende antike Quellen verdeutlichen, dass die Vormundschaft, ebenso wie die patria potestas, ursprünglich ein reines Gewaltverhältnis war. Beteiligter war auch hier der pater familias, dem Unmündige (impuberes) unterworfen waren, ebenso Frauen, sofern sie nicht bereits der väterlichen Hausgewalt unterstanden oder unter eheliche Vorherrschaft (manus) fielen. Im Gegensatz zum Hausvater durfte der Vormund aber nicht töten, er hatte kein ius vitae necisque, was aus seiner lediglich treuhänderischen Bestimmung für das Mündel herleitbar ist. Das Mündel galt zudem als homo sui iuris, war also trotz bestehender Vormundschaft Träger von Vermögensrechten und damit Vermögenssubjekt.
Eine der beiden decemviralen Formen der Vormundschaft, die tutela legitima, bestimmte, dass der Vormund gesetzlicher Erbe des Mündels war, was eine legislatorische Begünstigung eigennütziger Interessen des Vormunds nahelegt. Das aber wandelte sich im Laufe der historischen Entwicklung des Rechtsinstituts zugunsten einer effektiven Vertretung des Mündels. Die andere in den XII Tafeln vorgesehene Vormundschaftsform war die tutela testamentaria (dativa). Sie gestattete dem pater familias die testamentarische Bestimmung eines Vormunds, damit er sicherstellen konnte, dass bei eigenem Ableben nicht etwa die Gewaltfreiheit seines Schutzbefohlenen eintritt. Während der klassischen Kaiserzeit erhielt das Mündel mehr Freiräume und bedurfte der Genehmigung des Vormunds (auctoritas) nur noch bei Geschäften, die vermögensrechtlich nicht lediglich vorteilhaft waren. In bestimmten Fällen konnte der Stadtprätor auf eine dritte Variante der Vormundschaft zurückgreifen, indem er den behördlich bestellten Vormund aufrief. Eine lex Atilia ermächtigte den Magistraten zum Tätigwerden, wenn dem Mündel keine tutores im eingangs genannten gesetzlichen Sinne zur Seite standen. Der praetor tutelarius besorgte dann Geschäfte rund um die Vermögensverwaltung, die Erziehung und die Ausbildung des Mündels.
In Zeiten der römischen Republik konnte sich das Mündel auf deliktischer Ebene Rechtsschutz suchen, wenn der Tutor rechtswidrig handelte. Die accusatio suspecti tutoris, ein Kriminalverfahren, richtete sich gegen den untreuen Vormund und zielte auf Aufhebung der Vormundschaft. Mit der actio rationibus distrahendis, eine private Deliktsklage, richtete sich das Mündel auf Herausgabe hinterzogenen Vermögens. In klassischer Zeit dann stand die actio tutela zur Verfügung und richtete sich auf alles, was dem Mündel kraft Treu und Glauben gebührte. Zudem resultierte für den Tutor Infamie. Bona fides-Grundsätze entwickelten sich auf Basis der zunehmenden Befreiung von vormals starren Regeln. Neben größerer Elastizität erhielten sie Fürsorgecharakter.
Auch die tutela mulierum, die Vormundschaft über erwachsene Frauen, war ein altes Rechtsinstitut. Notwendig war sie bei dinglich wirksamen Geschäften, wie die Übereignung von res mancipi. Aber auch Verpflichtungsgeschäfte, betreffend die Akzeptilation den Erbschaftsantritt, die Testamentserrichtung oder die Freilassung von Sklaven unterfielen dem Genehmigungsvorbehalt des Tutors.

## Begriffsgeschichte: munt, Mündigkeit, väterliche Gewalt
Der althochdeutsche Begriff munt geht auf die Wehrverfassung des Frühmittelalters zurück und bedeutet „Schirm, Schutz, Gewalt“. Wo allgemeine Waffenfähigkeit von freien Männern bestand, erlangten diese das Recht zur Waffenführung mit dem Zeitpunkt der Mündigkeit. Denn nur wer sich selbst mit der Waffe schützen konnte, war mündig. Die Waffenfähigkeit schuf so eine „männerrechtliche Ordnung der Gesellschaft“ und als sekundäre Folge einen „kriegerischen Patriarchalismus“. Während zahlreiche landwirtschaftliche Arbeiten von beiden Geschlechtern durchgeführt wurden, unterlag das Kriegshandwerk einer besonders radikalen Geschlechterpolarisierung. Symbolisiert wurde dies durch die Gegenüberstellung von Schwert und Spindel.
Mit der Entwicklung der Militärtechnik und Kriegsführung spezialisierte sich seit dem karolingischen Imperium der Kriegsdienst auf eine schmale Elite. Durch die grundherrschaftliche Absicherung waren die Untertanen vom Militärdienst entlastet bzw. ausgeschlossen und Waffenführung war für den Großteil der Bevölkerung nicht mehr relevant. Bei Bauern und im Handwerk entwickelte sich ein unkriegerischer Patriarchalismus und – im Gegensatz zum Adel – kam es zu mehr Gemeinsamkeit in der Arbeits- und Lebenswelt von Männern und Frauen. Durch die ökonomischen Interessen des Grundherrn und die Einflüsse des Christentums entwickelte sich die „gattenzentrierte Haushaltsfamilie“ mit der Doppelspitze von Hausvater und Hausmutter.
Doch über die Gerichtsverfassung wirkte die Wehrverfassung in vermittelter Form weiter und begründete die hervorgehobene Stellung des Hausvaters, d. h. der väterlichen Muntgewalt bzw. väterlichen Gewalt. Sämtliche Angehörige des Hauses, d. h. Frauen, Kinder und Gesinde, unterstanden der väterlichen Gewalt.
Die Position des Hausvaters stand deshalb einerseits für „legitime Gewalt und gute Macht“. Andererseits war sie aber „an die (physische und psychische) Leistungskraft, Führungsstärke und Wehrhaftigkeit des Mannes gebunden“ und ging mit dem Schwinden dieser Schutz- und Leistungsfähigkeit an einen jüngeren Nachfolger über. Dieses Konzept konkurrenz- und leistungsbasierter männlicher Schutzherrschaft war die west-christliche Variante „patriarchaler Herrschaft“.
Mit dem Wandel der gesellschaftlichen Ordnung des Mittelalters kam es zunächst zur Emanzipation und eigenen rechtlichen Mündigkeit des Gesindes. In Bezug auf Kinder ging der herrschaftliche Charakter der väterlichen Gewalt im Laufe des 20. Jahrhunderts zurück und wurde unter Vorrang des Kindeswohls zur elterlichen Sorge unter dem staatlichen Wächteramt. In Bezug auf Frauen wurde im Laufe des 20. Jahrhunderts die Unmündigkeit ebenfalls abgebaut, so dass Frauen zunehmend Bürgerrechte zugestanden wurden – bezeichnet als Frauenrechte.

## Vormundschaft und Abgrenzungen
Ein Vormund (veraltet Gerhab) ist seit dem gemeinen Recht eine Person, die mit der Vormundschaft betraut ist. Sie fungiert damit als gesetzlicher Vertreter des Mündels. Bei Letzterem handelt es sich in Deutschland seit der Betreuungsrechtsreform von 1992 stets um eine minderjährige Person. Volljährige können in Deutschland seit 1992 nicht mehr entmündigt und unter Vormundschaft gestellt werden. Stattdessen kann das Gericht eine rechtliche Betreuung anordnen (§ 1896 BGB). Die Vormundschaft ist von der Pflegschaft (§§ 1909–1921 BGB) zu unterscheiden, die nur den Schutz eines begrenzten Kreises von Angelegenheiten zum Gegenstand hat. So ist die elterliche Sorge voll umfassend, beinhaltet also die Vermögenssorge und die Personensorge (§ 1631 BGB). Eine Pflegschaft (§ 1809 BGB) bezieht sich dagegen nur auf einzelne Bereiche, zum Beispiel die Gesundheitssorge oder das Aufenthaltsbestimmungsrecht.
In Österreich wurde die Vormundschaft über Volljährige 1984 durch die Sachwalterschaft, diese zum 1. Juli 2018 durch die Erwachsenenvertretung ersetzt.
In Liechtenstein wurde die Vormundschaft über Volljährige 2011 durch die Sachwalterschaft ersetzt.
In der Schweiz ist seit 2013 mit dem neuen Erwachsenenschutzrecht im Zivilgesetzbuch das Rechtsinstitut der Entmündigung aufgegeben und durch verschiedene Stufen von angemessener Beistandschaft ersetzt. 
In Belgien wurde ebenfalls 2013 im Zivilgesetzbuch (Belgien) die Entmündigung durch eine Betreuung "geschützter Personen" ersetzt. 
In den Rechtssystemen vieler anderer Länder existiert hingegen weiterhin eine Vormundschaft für Volljährige, die eine Entmündigung voraussetzt, darunter auch Länder mit deutschsprachigen Bevölkerungsteilen wie Italien und Luxemburg.
Das grammatische Geschlecht des Wortes Vormund ist maskulin, so dass in der Regel auch Frauen als der Vormund bezeichnet werden; die feminine Form Vormünderin, seltener auch Vormundin, war aber früher gebräuchlich. Ein authentisches Beispiel für „Vormünderin“ kommt in der Umschrift des Vereinsdoppeltalers von 1847 mit dem volkstümlichen Namen „Dicke Emma“ vor. In der Schweiz werden für weibliche Vormunde die Formen Vormundin oder Vormündin empfohlen. Von einer veralteten Form Vormunder bzw. Vormünder abgeleitet sind der Plural Vormünder und die heute noch in der Verwaltungssprache nachweisbare weibliche Form Vormünderin.
Im Mittelalter bezeichnete „die Vormünder“ die Mitglieder des Kirchenvorstandes als weltliche Hilfe der Pfarrer.

## Rechtslage in Deutschland
Die Bestimmungen zur Vormundschaft sind in §§ 1773–1808 BGB normiert. Die Beistandschaft ist davon zu unterscheiden und in den §§ 1712–1717 BGB geregelt. 
Das Vormundschaftsrecht ist überwiegend privatrechtlich gestaltet. Obwohl es durch öffentlich-rechtliche Bestandteile überlagert wird, gehört es seiner Rechtsnatur nach grundsätzlich nicht zum Rechtskreis des öffentlichen Rechts. Die höchstrichterliche Rechtsprechung sieht den Status des Vormunds äquivalent zu dem des elterlichen Sorgeberechtigten.

### Verfahrensweise
Einer minderjährigen Person ist ein Vormund zu bestellen, wenn sie nicht unter elterlicher Sorge steht (weil beispielsweise die Eltern verstorben sind), den Eltern das Sorgerecht über ihr Kind vollständig entzogen wurde oder der Familienstand unbekannt ist. Auch einem Findelkind ist grundsätzlich ein Vormund zu bestellen (§ 1773 BGB). Die Bestellung erfolgt durch das zuständige Familiengericht von Amts wegen, ein ausdrücklicher Antrag ist also nicht erforderlich. Eine Vormundschaft kann dabei bereits vor Geburt des Kindes angeordnet werden, wenn bereits feststeht, dass die Vormundschaft bei Geburt des Kindes erforderlich wird. (§ 1774 BGB)
Steht das Kind bei Geburt nicht unter elterlicher Sorge, weil beispielsweise die Mutter unverheiratet und minderjährig ist, wird das Jugendamt kraft Gesetzes Amtsvormund, ohne dass es einer Bestellung durch das Amtsgericht bedarf, § 1791c BGB. Auch während eines laufenden Adoptionsverfahrens wird das Jugendamt kraft Gesetzes zum Amtsvormund, § 1751 BGB.

### Auswahl des Vormundes

#### Bestimmung eines Vormunds durch die Eltern
Die Eltern können durch letztwillige Verfügung bestimmen, in wessen Obhut die Kinder im Falle eines frühen eigenen Todes gehen sollen (§ 1782 BGB). Sie benennen einen Vormund, der die Aufgaben der elterlichen Sorge übernehmen soll. Es gilt die Anordnung des zuletzt verstorbenen Elternteils. Das Familiengericht ist an die Entscheidung grundsätzlich gebunden, soweit sie dem Wohl des Kindes dient, es sei denn, dass der Vormund verhindert ist oder sich die Übernahme der Vormundschaft verzögert. Umgekehrt können die Eltern auch die Ernennung einer bestimmten Person zum Vormund für ihre Kinder ausschließen, auch daran hat sich das Familiengericht in gleicher Weise zu halten (§ 1782 BGB).
Ein Mündel, welcher das 14. Lebensjahr vollendet hat, und nicht vollständig geschäftsunfähig ist (in der Regel sind Kinder ab Vollendung des 7. Lebensjahrs beschränkt geschäftsfähig), kann der Bestellung einer bestimmten Person als Vormund widersprechen. Als Vormund generell nicht in Betracht kommen minderjährige Personen und solche, die selbst geschäftsunfähig sind oder unter Betreuung stehen (§ 1780, § 1781 BGB).

#### Pflicht zur Übernahme einer Vormundschaft
Jeder ist zur Übernahme der Vormundschaft verpflichtet, wenn er vom Familiengericht dazu berufen wird und ihm die Übernahme unter Berücksichtigung ihrer familiären, beruflichen und sonstigen Verhältnisse zugemutet werden kann (§ 1785 BGB).

#### Auswahl durch das Familiengericht
Haben die Eltern keinen Vormund benannt, wählt das Familiengericht den Vormund nach Anhörung des Jugendamtes aus. Auch Verwandte oder Verschwägerte des Mündels sind anzuhören, sofern das nicht mit unverhältnismäßig hohem Zeit- und Kostenaufwand verbunden ist. Das Familiengericht hat hierbei unter anderem die verwandtschaftlichen Beziehungen und die persönlichen Bindungen des Mündels zu berücksichtigen (§ 1779 BGB). Ist der Vormund nicht durch die Eltern letztwillig bestimmt worden, hat das Familiengericht nach Anhörung des Jugendamtes den Vormund auszuwählen.
Ist keine geeignete Person in der Familie des Mündels vorhanden und gibt es auch keine anderen in Frage kommenden ehrenamtlichen Vormünder (z. B. Pflegeeltern), kann das Familiengericht einen durch das Landesjugendamt anerkannten Verein mit dessen Einwilligung zum Vereinsvormund bestellen (§ 1774 Nr. 2 BGB) oder auch das Jugendamt zum Amtsvormund bestellen (§ 1774 Nr. 4 BGB). Verein oder Jugendamt haben in diesem Fall eine geeignete Person mit der Durchführung der Vormundschaft zu beauftragen. Bei Jugendamtsmitarbeitern ist die Fallzahl pro Mitarbeiter auf 50 beschränkt (§ 55 SGB VIII).
Die beruflich geführte Vormundschaft, sogenannter Berufsvormund, spielt im Gegensatz zum Berufsbetreuer eine weitaus geringere Rolle. Am ehesten kommt sie bei unbegleiteten minderjährigen Flüchtlingen in Betracht, solange diese noch in einer Asylbewerberunterkunft untergebracht sind.

#### Mitvormundschaft
Das Bürgerliche Gesetzbuch geht gemäß § 1887 Abs. 1 BGB davon aus, dass die Einzelvormundschaft die beste Vormundschaftsform ist. Insoweit besteht eine Reihenfolge gegenüber der Vereins- und Amtsvormundschaft. Gleichwohl kann ein Ehepaar gemeinsam zum Vormund für ein Kind bestellt werden, was bei Pflegeeltern beispielsweise häufig vorkommt. Im Übrigen sind mehrere Vormünder nur in Ausnahmefällen zu bestellen, insbesondere sollen Geschwister nur einen gemeinsamen Vormund erhalten (§ 1775 BGB). Nach einem Urteil des Amtsgerichts München vom 5. August 2016 ist die Regelung für Ehepaare auf eingetragene Partnerschaften zu erweitern, wenngleich das Gesetz sie nicht ausdrücklich nennt. Das Gericht geht davon aus, dass insoweit eine planwidrige Regelungslücke besteht. Das Familiengericht kann im Falle der Bestellung mehrerer Vormünder die Aufgabenkreise auf die einzelnen Vormünder verteilen. Ansonsten handeln sie grundsätzlich gemeinschaftlich, im Streitfall entscheidet das Familiengericht im Sinne des § 1797 BGB.

### Rechte und Pflichten eines Vormunds
Der Vormund hat das Recht und die Pflicht, für die Person und das Vermögen des Mündels zu sorgen, insbesondere das Mündel zu vertreten. Dabei gilt das Selbstständigkeitsprinzip. Die der originären Entscheidung des Vormunds unterliegenden Befugnisse, darf das Vormundschaftsgericht nicht mit bindenden Anweisungen unterlaufen.
Der Vormund unterliegt der Aufsicht und Kontrolle des Familiengerichtes, für die dort der Rechtspfleger zuständig ist. Für zahlreiche Rechtshandlungen benötigt er zudem gemäß §§ 1809 ff, 1821–1824 BGB die Genehmigung des Familiengerichtes. Gegenüber dem Gericht hat er regelmäßig zu berichten und die Vermögensverwaltung nachzuweisen, was sich aus den §§ 1802, 1839 ff. BGB ergibt. Er ist gesetzlicher Vertreter des Mündels. Eine persönliche Betreuung soll durch eine grundsätzlich monatliche Besuchsfrequenz sichergestellt werden (§ 1793 BGB).
Soweit der Vormund Mündelgeld verwaltet, hat er es grundsätzlich mündelsicher (§§ 1807 ff. BGB) anzulegen. Bei größerer Vermögensverwaltung kann dem Vormund (nicht dem Amtsvormund) ein Gegenvormund zur Seite gestellt werden. Ein von den Eltern benannter Vormund kann von verschiedenen Genehmigungs- und Rechenschaftspflichten befreit werden (§ 1857 BGB). Diese Befreiungen stehen auch Vereins- und Amtsvormündern zu (§ 1857a BGB).
Im Bereich der Personensorge unterliegt der Vormund den gleichen Beschränkungen wie die Eltern (z. B. § 1626 Abs. 2, §§ 1631 bis 1631c, 1795 BGB). Er ist auch in Bezug auf Transplantationen einwilligungsfähig (§§ 1a, 4 Transplantationsgesetz) und ist beim Tod des Mündels bestattungspflichtig nach den Bestattungsgesetzen. Er unterliegt besonderen Beschränkungen nach dem Gesetz über die religiöse Kindererziehung. In Heilbehandlungen darf der Vormund nur einwilligen, soweit der Minderjährige noch nicht einwilligungsfähig ist.
Nach dem Ende der Vormundschaft hat der bisherige Vormund dem bisherigen Mündel Rechenschaft über seine Tätigkeit zu erteilen und verwaltetes Vermögen herauszugeben (§ 1890 BGB). Für Verpflichtungen, die der Vormund im Namen des Mündels einem Dritten gegenüber eingegangen ist, haftet der Mündel nur im Rahmen des § 1629a BGB. Hat der Vormund dem Mündel schuldhaft einen Schaden verursacht, hat er für den Schaden aufzukommen (§ 1833 BGB), wobei die Verjährung während der Dauer der Vormundschaft gehemmt ist (§ 207 BGB). Hierfür tritt ggf. eine bestehende Haftpflichtversicherung ein. 

### Kosten der Vormundschaft
Die Vormundschaft wird grundsätzlich unentgeltlich geführt, es sei denn, es handelt sich um einen Berufsvormund. Dann hat das Familiengericht diese Tatsache in der Bestellung festzustellen (§ 1836 BGB).
Der Berufsvormund erhält nach dem Vormünder- und Betreuervergütungsgesetz eine Vergütung für nachgewiesenen Zeitaufwand, die von der beruflichen Bildung des Berufsvormunds abhängt und zwischen 19,50 € und 33,50 € pro Stunde liegt. Zum 27. Juli 2019 erhöhen sich die Stundensätze um 17 % auf 23 bis 39,50 €. In Ausnahmefällen kann diese Vergütung erhöht werden, sofern der Vormund nicht mittellos ist. Aus demselben Grund kann einem ehrenamtlichen Vormund (nicht aber dem Jugendamt oder dem Verein) ausnahmsweise eine Vergütung aus dem Vermögen des Mündels bewilligt werden, wenn die Vormundschaft besondere Schwierigkeiten aufweist.
Einem Vormund steht zusätzlich Aufwendungsersatz für die im Rahmen der Vormundschaft getätigten Aufwendungen zu. Der Vormund kann entweder jeden Posten einzeln nachweisen oder (außer beim Verein und beim Jugendamt) eine Aufwendungspauschale in Höhe von 399 € beanspruchen. (§ 1835a BGB) Zu den Aufwendungen gelten auch Dienstleistungen im Rahmen des Gewerbes oder Berufs des Vormunds, so kann etwa ein als Vormund bestellter Rechtsanwalt für seine anwaltlichen Dienstleistungen gegenüber dem Vormund die übliche Rechtsanwaltsvergütung beanspruchen (§ 1835 Abs. 3 BGB).
Ist der Mündel mittellos, kann der Vormund die Vergütung und den Aufwendungsersatz aus der Staatskasse beanspruchen. Dies gilt nicht für das Jugendamt und den Verein, die in diesem Fall leer ausgehen (§ 1835 Abs. 4 und 5 BGB). Ob ein Mündel mittellos ist, richtet sich nach den Grundsätzen der Sozialhilfe, wie sie für die Hilfen in besonderen Lebenslagen gelten (§ 1836c BGB, d. h. unter anderem, dass ein Vermögensfreibetrag von 5.000 € besteht). Kann der Mündel die Kosten nicht oder nur zum Teil oder nur in Raten aufbringen, gilt er rechtlich als mittellos. Auch Unterhaltsansprüche gehören zum einzusetzenden Einkommen, müssen diese aber gerichtlich geltend gemacht werden, weil sich die Unterhaltspflichtigen weigern, Unterhalt zu leisten, gilt der Mündel einstweilen dennoch als mittellos (§ 1836d BGB). Im Gegensatz etwa zur Sozialhilfe gibt es bei der Vormundschaft keine Beschränkung der Unterhaltspflicht auf Verwandte ersten Grades, sodass Unterhaltsansprüche gegebenenfalls auch gegen die Großeltern und Urgroßeltern, bzw. gegen die Enkel und Urenkel geltend gemacht werden können.
Soweit die Staatskasse Ansprüche des Vormunds befriedigt hat, weil der Mündel mittellos ist, geht der Anspruch auf die Staatskasse über, die diese Leistungen bis zum Ablauf der gesetzlichen Verjährungsfrist von drei Jahren geltend machen kann, sofern der Mündel später leistungsfähig wird. Stirbt der Mündel, findet ein Kostenersatz durch Erben analog den Regelungen der Sozialhilfe statt, sodass die Erben den Nachlass oberhalb eines bestimmten Freibetrags an die Staatskasse entrichten müssen (§ 1836e BGB).

### Negativattest
Für zahlreiche Rechtshandlungen der unter Vormundschaft stehenden geschäftsunfähigen Person bedarf es der Genehmigung des Familiengerichts. Wenn das Familiengericht ein ihm zur Genehmigung vorgelegtes Rechtsgeschäft für nicht genehmigungsbedürftig hält, erteilt es dem Vormund einen entsprechenden Bescheid nach § 1828 BGB, ein so genanntes Negativattest. Diese gerichtliche Verfügung kann nicht dahin ausgelegt werden, dass es das Geschäft vorsorglich habe genehmigen wollen; sie steht einer Genehmigung nicht gleich, da es für diese Entscheidung keiner Prüfung der Interessen des Mündels bedarf. Das Negativattest hat keine Auswirkungen auf die Wirksamkeit des Rechtsgeschäfts und bindet weder das Prozessgericht noch das Grundbuchamt.

### Beendigung der Vormundschaft
Die Vormundschaft endet gemäß §§ 1882–1895 BGB, wenn:
- das Mündel volljährig wird, also das 18. Lebensjahr vollendet (§ 2 BGB)
- Eintritt der elterlichen Sorge:
  - Fallbeispiel: die unverheiratete minderjährige Mutter des Mündels wird volljährig,
  - Fallbeispiel: das Mündel wurde rechtskräftig adoptiert
- Wiedereintritt der elterlichen Sorge:
  - Fallbeispiel: die Gründe für die Einrichtung der Vormundschaft sind weggefallen und das Gericht hebt den Beschluss auf, mit dem die Vormundschaft eingerichtet wurde, weil die elterliche Sorge nicht mehr ruht oder dem Elternteil erneut übertragen wird
- bei Ausfindigmachen der Eltern eines Findelkindes
- das Mündel stirbt (§§ 1698a, 1893 BGB)

### Beistandschaft für Minderjährige
Eine Beistandschaft für Minderjährige ist eine freiwillige gesetzliche Vertretung zum Feststellen der Vaterschaft oder zum Durchsetzen von Unterhaltsansprüchen.

## Rechtslage in Österreich: Obsorgeberechtigter

### Obsorge, Kuratel, Erwachsenenvertretung
Für Minderjährige wird der Begriff Obsorge verwendet, die üblicherweise die Eltern innehaben, aber auch an andere übertragen werden kann. Der Obsorgeberechtigte ist der Erziehungsberechtigte und der Vormund für Minderjährige.
Eltern können den nachfolgenden Vormund ihrer Kinder in Österreich nicht testamentarisch bestimmen. Bei einer Obsorge beider Eltern geht die Vormundschaft auf den überlebenden Elternteil wieder, im anderen Falle bestimmt das Vormundschaftsgericht den Obsorgeberechtigten. Dieser ist grundsätzlich im Sinne des Kindeswohls zu bestimmen und ist auf den Personenkreis der Großeltern, des bis dahin nicht obsorgeberechtigten Elternteils oder bereits vorhandene Pflegeeltern beschränkt (§ 178 Obsorge bei Verhinderung eines Elternteils und § 185 ABGB).
Für Erwachsene, welche aufgrund einer psychischen Erkrankung oder einer vergleichbaren Beeinträchtigung in ihrer Entscheidungsfähigkeit eingeschränkt sind, gibt es gemäß dem Erwachsenenschutzgesetz vier Säulen der Vertretung von unterstützungsbedürftigen volljährigen Personen: Die Vorsorgevollmacht, die gewählte Erwachsenenvertretung, die gesetzliche Erwachsenenvertretung und die gerichtliche Erwachsenenvertretung.

### Kinderbeistand
Das Kinderbeistands-Gesetz erlaubt Gerichten einen Beistand für ein Kind zu bestellen.

## Rechtslage in der Schweiz
Das aus dem Jahr 1912 stammende Vormundschaftsrecht wurde für Volljährige zum 1. Januar 2013 durch das Erwachsenenschutzrecht abgelöst, geregelt in Art. 360 ff. ZGB. Die Vormundschaft über Minderjährige ist seitdem in Art. 327a–c ZGB geregelt. Als neue Behörde wurde die Kindes- und Erwachsenenschutzbehörde (KESB) geschaffen. Es gibt mehrere Arten. Die Begleitbeistandschaft ist freiwillig, und beratend, mit Zustimmung einer hilfsbedürftigen Person, und schränkt die Person nicht ein. Eine Vertretungsbeistandschaft schränkt die hilfsbedürftige Person auch nicht ein, jedoch kann der Beistand auch Geschäfte im Namen der Person ohne ihre Zustimmung abschließen. Bei einer Mitwirkungsbeistandschaft wird die Handlungsfähigkeit einer Person in bestimmten Bereichen eingeschränkt. Eine umfassende Beistandschaft wird für dauernd urteilsunfähige und somit nicht handlungsfähige Personen errichtet.

## Vormundschaft in der Literatur
Die Beziehungen zwischen Mündel und Vormund sind oft in der Literatur dargestellt worden. Ein besonders viel gelesenes Beispiel ist E. Marlitts Roman Im Hause des Kommerzienrates (1876), in dem das Mündel, eine junge Erbin, von einem betrügerischen Vormund um ihr Vermögen gebracht wird.